# SC Veendam
Maillots
Dernière mise à jour : 2 août 2011.
Le SC Veendam est un club néerlandais de football basé à Veendam.

## Historique
- 1894 : fondation du club sous le nom de VV Veendam
- 1974 : le club est renommé SC Veendam
- 1988 : le club est renommé BV Veendam
- 2011 : le club est renommé SC Veendam

## Palmarès
- Promotion en Eredivisie
  - 1986 et 1988

- Promotion en Eerste Divisie
  - 1959 et 1968

### Logos

Logo du BV Veendam

## Anciens joueurs
- Guilherme Afonso  Suisse
- Kassim Bizimana  Burundi
- Lucian Ilie  Roumanie

## Anciens entraîneurs
- 1999-2001 :  Martin Koopman